# 仲池上
仲池上（なかいけがみ）は、東京都大田区の地名。現行行政地名は仲池上一丁目および仲池上二丁目。住居表示実施済区域。

## 地理
東京都大田区の北部に位置する。北側の境界は横須賀線（品鶴線）・東海道新幹線の線路に沿い、これを境に上池台・東雪谷にそれぞれ接する。東部は西馬込に接する。南部は第二京浜に接し、これを境に池上に接する。西部は呑川に接し、これを境に久が原に接する（地名はいずれも大田区）。呑川沿いに工場や事業所などが見られるほかは、主に住宅地となっている。

### 地価
住宅地の地価は、2025年（令和7年）1月1日の公示地価によれば、仲池上1-23-13の地点で52万円/m2となっている。

## 歴史
現在は歩道として整備されているが、昔は東海道新幹線、子安八幡神社の前から池上本門寺方向に小川が流れ、綺麗な里山だったとのこと。

## 世帯数と人口
2024年（令和6年）4月1日現在（東京都発表）の世帯数と人口は以下の通りである。
| 丁目         | 世帯数    | 人口    |
| ------------ | --------- | ------- |
| 仲池上一丁目 | 1,929世帯 | 4,072人 |
| 仲池上二丁目 | 2,835世帯 | 5,246人 |
| 計           | 4,764世帯 | 9,318人 |

### 人口の変遷
国勢調査による人口の推移。
| 年                 | 人口  |
| ------------------ | ----- |
| 1995年（平成7年）  | 6,101 |
| 2000年（平成12年） | 6,954 |
| 2005年（平成17年） | 7,927 |
| 2010年（平成22年） | 8,856 |
| 2015年（平成27年） | 9,488 |
| 2020年（令和2年）  | 9,779 |

### 世帯数の変遷
国勢調査による世帯数の推移。
| 年                 | 世帯数 |
| ------------------ | ------ |
| 1995年（平成7年）  | 2,474  |
| 2000年（平成12年） | 2,879  |
| 2005年（平成17年） | 3,393  |
| 2010年（平成22年） | 4,039  |
| 2015年（平成27年） | 4,390  |
| 2020年（令和2年）  | 4,738  |

## 学区
区立小・中学校に通う場合、学区は以下の通りとなる（2023年3月時点）。
| 丁目         | 番地                          | 小学校             | 中学校                 |
| ------------ | ----------------------------- | ------------------ | ---------------------- |
| 仲池上一丁目 | 32番の一部 33番の一部         | 大田区立池雪小学校 | 大田区立雪谷中学校     |
| 仲池上一丁目 | 1〜31番 32番の一部 33番の一部 | 大田区立池雪小学校 | 大田区立大森第十中学校 |
| 仲池上二丁目 | 1〜7番 10〜14番 21〜27番      | 大田区立池雪小学校 | 大田区立大森第十中学校 |
| 仲池上二丁目 | 8〜9番 15〜20番 28〜30番      | 大田区立久原小学校 | 大田区立大森第十中学校 |

## 事業所
2021年（令和3年）現在の経済センサス調査による事業所数と従業員数は以下の通りである。
| 丁目         | 事業所数  | 従業員数 |
| ------------ | --------- | -------- |
| 仲池上一丁目 | 160事業所 | 2,128人  |
| 仲池上二丁目 | 148事業所 | 2,018人  |
| 計           | 308事業所 | 4,146人  |

### 事業者数の変遷
経済センサスによる事業所数の推移。
| 年                 | 事業者数 |
| ------------------ | -------- |
| 2016年（平成28年） | 298      |
| 2021年（令和3年）  | 308      |

### 従業員数の変遷
経済センサスによる従業員数の推移。
| 年                 | 従業員数 |
| ------------------ | -------- |
| 2016年（平成28年） | 4,307    |
| 2021年（令和3年）  | 4,146    |

## 交通
町域内に鉄道駅はないが、域外北東方向に都営浅草線西馬込駅がある。ほかに、付近を通るバス路線が利用できる。
バス路線は以下の通りである。
- 東急バス
  - 森06系統 上池上循環（外回り）上池上・夫婦坂方面
  - 森07系統 上池上循環（内回り）池上駅前・大森駅方面

仲池上・町域内には、次の停留所がある。
- 上池上、八幡神社、大森十中前、根方、本門寺裏、道々橋

道々橋（どどばし）停留所、上池上停留所からは次の路線も利用できる。
- 東急バス 森05系統 大森駅（大森操車所） - 洗足池 荏原病院前・池上警察署・池上駅経由

## 施設
- 大田区立大森第十中学校
- 大田区立特別養護老人ホーム池上
- 大田区立池上高齢者在宅サービスセンター
- 大田区立さわやかサポート池上
- 大田区立池上長寿園
- 大田区立仲池上児童館
- 大田区立仲池上保育園
- 大田区立ゆうゆうくらぶ（老人いこいの家）仲池上
- 林昌寺
- 子安八幡神社 - 祭神は品陀和気命（ほんだわけのみこと、15代応神天皇）。
- 綱島園
- 醍醐運輸
- 日本ロジテム
- 学習研究社第二ビル（本社は上池台） - 旧本社は解体済みである。学研ビルは品川区西五反田に移転している
- まいばすけっと仲池上店
- オーケー仲池上店
- LAWSON 仲池上一丁目店
- 日東工器
- 大尽坂（だいじんざか） - 大田区仲池上2-2～2-5の間を東へ上がるかなりの急坂。

## その他

### 日本郵便
- 郵便番号 : 146-0081[2]（集配局 : 千鳥郵便局[15]）。